# Antonio Alosa y Rodarte
Antonio Alosa y Rodarte (Madrid, ?–1 de novembre de 1672) va ser un funcionari de la cort de Felip IV de Castella.
Nascut a Madrid, fill de Pedro Alosa i Margarita Rodarte.
Va ser membre del Consell de la Cambra de Felip IV, durant molts anys secretari de cambra del mateix, a més d'ocupar el mateix càrrec al Consell de la Suprema i General Inquisició i al Reial Patronat de Castella. El 1623 li va ser atorgat l'hàbit de l'orde de Sant Jaume, amb títol del Consell de les Ordes a data de 3 d'octubre.
Es casà amb María de Suabre y Sosa, filla del flamenc Pierre de Suabre i de la castellana María de Sosa. El seu fill, Felipe Antonio Alosa també exercí com a secretari de diversos òrgans com la Cambra de Castella i la Inquisició.
Vidu des de 1661, va morir a Madrid l'1 de novembre de 1672. Va ser enterrat al costat de la seva dona, a l'església de Santa Maria de Madrid.